# Jana Martynova
Jana Valerejevna Martynova (Russisch: Яна Валерьевна Мартынова) (Kazan (Tatarije), 3 februari 1988) is een Russische zwemster. Ze vertegenwoordigde haar vaderland op de Olympische Zomerspelen 2004 in Athene, op de Olympische Zomerspelen 2008 in Peking en op de Olympische Zomerspelen 2012 in Londen.

## Carrière
Bij haar internationale debuut, op de wereldkampioenschappen kortebaanzwemmen 2002 in Moskou, werd Martynova uitgeschakeld in de series van de 400 meter wisselslag. Op de wereldkampioenschappen zwemmen 2003 in Barcelona strandde de Russische in de series van de 200 en de 400 meter wisselslag. 
In Madrid nam Martynova deel aan de Europese kampioenschappen zwemmen 2004, op dit toernooi eindigde ze als zesde op de 400 meter wisselslag en werd ze uitgeschakeld in de series van de 200 meter wisselslag. Tijdens de Olympische Zomerspelen van 2004 in Athene strandde de Russin in de series van de 400 meter wisselslag. Op de wereldkampioenschappen kortebaanzwemmen 2004 in Indianapolis werd Martynova uitgeschakeld in de series van zowel de 100, de 200 als de 400 meter wisselslag.

### 2006-heden
Op de Europese kampioenschappen zwemmen 2006 in Boedapest eindigde Martynova als vijfde op de 400 meter wisselslag, op de 200 meter vlinderslag strandde ze in de halve finales en op de 200 meter wisselslag in de series. In Helsinki nam de Russin deel aan de Europese kampioenschappen kortebaanzwemmen 2006, op dit toernooi eindigde ze als achtste op de 400 meter wisselslag en werd ze uitgeschakeld in de series van de 200 meter vlinderslag. Tijdens de wereldkampioenschappen zwemmen 2007 in Melbourne, Australië veroverde Martynova de zilveren medaille op de 400 meter wisselslag, op de 200 meter vlinderslag strandde ze in de halve finales. 
Op de Europese kampioenschappen zwemmen 2008 in Eindhoven sleepte de Russische de bronzen medaille in de wacht, op de 200 meter vlinderslag eindigde ze als vierde en op de 200 meter wisselslag werd ze uitgeschakeld in de halve finales. In Manchester nam Martynova deel aan de wereldkampioenschappen kortebaanzwemmen 2008, op dit toernooi strandde ze in de series van de 200 meter vlinderslag en de 400 meter wisselslag. Tijdens de Olympische Zomerspelen van 2008 in Peking eindigde de Russin als zevende op de 400 meter wisselslag, op de 200 meter vlinderslag werd ze uitgeschakeld in de series. Op de Europese kampioenschappen kortebaanzwemmen 2008 in Rijeka strandde Martynova in de series van de 200 meter vlinderslag en de 400 meter wisselslag. 
In Rome nam de Russin deel aan de wereldkampioenschappen zwemmen 2009, op dit toernooi werd ze uitgeschakeld in de series van de 200 meter vlinderslag en de 200 en de 400 meter wisselslag.
Tijdens de Europese kampioenschappen zwemmen 2010 in Boedapest eindigde Martynova als vijfde op de 400 meter wisselslag, op zowel de 200 meter vlinderslag als de 200 meter wisselslag strandde ze in de series. Op de Europese kampioenschappen kortebaanzwemmen 2010 in Eindhoven eindigde de Russin als vierde op de 400 meter wisselslag, op de 200 meter vlinderslag werd ze uitgeschakeld in de series.
In Shanghai nam Martynova deel aan de wereldkampioenschappen zwemmen 2011, op dit toernooi strandde ze in de series van zowel de 200 meter vlinderslag als de 400 meter wisselslag.
Tijdens de Olympische Zomerspelen van 2012 in Londen werd de Russin uitgeschakeld in de series van de 400 meter wisselslag.

## Internationale toernooien
| Jaar | Olympische Spelen                       | WK langebaan                                                 | WK kortebaan                                                | EK langebaan                                                | EK kortebaan                             |
| ---- | --------------------------------------- | ------------------------------------------------------------ | ----------------------------------------------------------- | ----------------------------------------------------------- | ---------------------------------------- |
| 2002 |                                         |                                                              | 9e 400m wisselslag                                          | geen deelname                                               | geen deelname                            |
| 2003 |                                         | 35e 200m wisselslag 22e 400m wisselslag                      |                                                             |                                                             | geen deelname                            |
| 2004 | 21e 400 m wisselslag                    |                                                              | 24e 100m wisselslag 15e 200m wisselslag 10e 400m wisselslag | 18e 200m wisselslag 6e 400m wisselslag                      | geen deelname                            |
| 2005 |                                         | geen deelname                                                |                                                             |                                                             | geen deelname                            |
| 2006 |                                         |                                                              | geen deelname                                               | 11e 200m vlinderslag 26e 200m wisselslag 5e 400m wisselslag | 11e 200m vlinderslag 8e 400m wisselslag  |
| 2007 |                                         | 11e 200m vlinderslag · 400m wisselslag                       |                                                             |                                                             | geen deelname                            |
| 2008 | 25e 200m vlinderslag 7e 400m wisselslag |                                                              | 9e 200m vlinderslag 9e 400m wisselslag                      | 4e 200m vlinderslag · 11e 200m wisselslag · 400m wisselslag | 14e 200m vlinderslag 10e 400m wisselslag |
| 2009 |                                         | 21e 200m vlinderslag 18e 200m wisselslag 12e 400m wisselslag |                                                             |                                                             | geen deelname                            |
| 2010 |                                         |                                                              | geen deelname                                               | 19e 200m vlinderslag 18e 200m wisselslag 5e 400m wisselslag | 9e 200m vlinderslag 4e 400m wisselslag   |
| 2011 |                                         | 25e 200m vlinderslag 20e 400m wisselslag                     |                                                             |                                                             | geen deelname                            |
| 2012 | 24e 400m wisselslag                     |                                                              | geen deelname                                               | geen deelname                                               | geen deelname                            |

## Persoonlijke records
Bijgewerkt tot en met 20 december 2009
Kortebaan
| Afstand          | Tijd    | Datum            | Plaats          |
| ---------------- | ------- | ---------------- | --------------- |
| 200m vlinderslag | 2.09,57 | 20 december 2009 | Sint-Petersburg |
| 200m wisselslag  | 2.11,43 | 6 november 2009  | Moskou          |
| 400m wisselslag  | 4.31,87 | 28 november 2010 | Eindhoven       |

Langebaan
| Afstand          | Tijd    | Datum           | Plaats    |
| ---------------- | ------- | --------------- | --------- |
| 200m vlinderslag | 2.09,52 | 24 maart 2008   | Eindhoven |
| 200m wisselslag  | 2.13,61 | 26 juli 2009    | Rome      |
| 400m wisselslag  | 4.36,25 | 9 augustus 2008 | Peking    |